# Edgar Rangel Netto
| Entdeckte Asteroiden: 8           | Entdeckte Asteroiden: 8 |
| --------------------------------- | ----------------------- |
| (2795) Lepage                     | 16. Dezember 1979       |
| (3175) Netto                      | 16. Dezember 1979       |
| (4016) Sambre                     | 15. Dezember 1979       |
| (5160) Camoes                     | 23. Dezember 1979       |
| (7155) 1979 YN                    | 23. Dezember 1979       |
| (8989) 1979 XJ                    | 15. Dezember 1979       |
| (19926) 1979 YQ                   | 17. Dezember 1979       |
| (26799) 1979 XL                   | 15. Dezember 1979       |
| alle zusammen mit Henri Debehogne |                         |

Edgar Rangel Netto ist ein brasilianischer Astronom und Asteroidenentdecker.
Der Mitarbeiter des Valongo-Observatoriums der Universidade Federal do Rio de Janeiro identifizierte im Jahre 1979 insgesamt 8 Asteroiden, alle zusammen mit Henri Debehogne.
Der Asteroid (3175) Netto wurde nach ihm benannt.